# Église Saint-Étienne de Saint-Étienne-de-Montluc
Pour les articles homonymes, voir Église Saint-Étienne et Saint-Étienne (homonymie).
L'église Saint-Étienne est une église située à Saint-Étienne-de-Montluc, dans la Loire-Atlantique, en France.

## Description
L’église a été construite entre 1841 et 1847, à la place de l’église médiévale devenue trop exiguë.
Son architecte, Saint-Félix Seheult, d’origine nantaise, choisit de lui donner un style néo-classique inspiré de l’architecture antique romaine, rompant ainsi avec l’architecture néo-gothique très à la mode au XIXe siècle. C’est lui qui, avec Joseph-Fleury Chenantais, a conçu à Nantes, l’ancien palais de justice ainsi que l'église Notre-Dame-de-Bon-Port.
Le plan, sans transept, est fondé sur un grand rectangle, divisé intérieurement en 3 vaisseaux par 2 rangées de piliers, et se terminant par une abside semi-circulaire abritant le chœur.

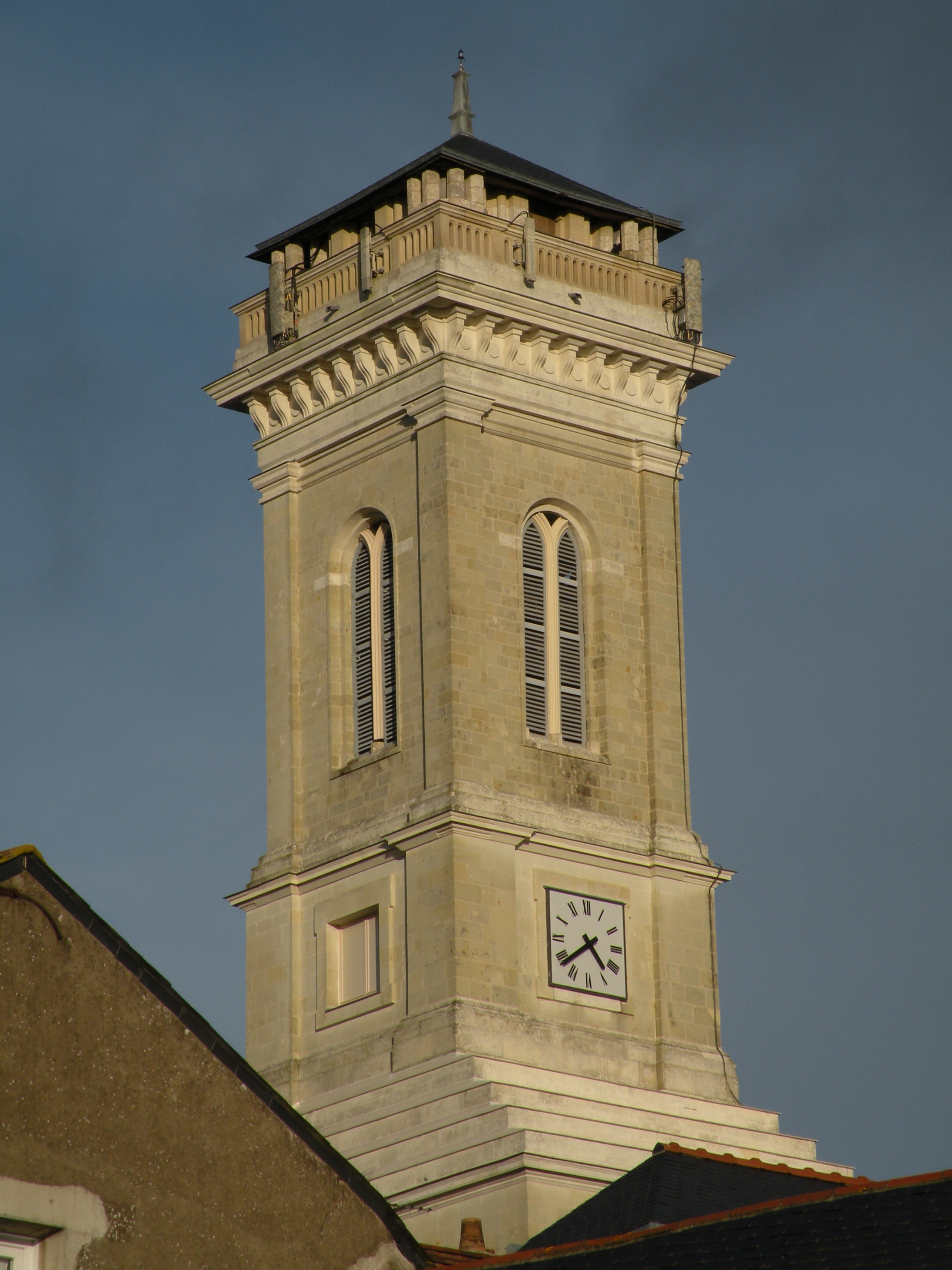
Clocher de l'église.

Une tour-clocher que l’on peut voir de loin, surmonte le porche principal. Quatre cloches se trouvent à l’intérieur, dont la plus grosse pèse 1 050 kg, et la plus ancienne date de 1827.
La nef est surmontée d’une voûte en berceau sur laquelle figurent une suite de portraits d’apôtres et un ciel azuré parsemé d’étoiles, peints en 1921. Elle est éclairée par 20 baies ornées de vitraux posés entre 1922 et 1924, et représentant des scènes tirées des évangiles. La nef abrite encore 2 grandes statues de bois anciennes provenant de l’église précédant celle d’aujourd’hui, et représentant Saint Clair, premier évêque de Nantes, que l’on invoquait dans le temps pour les problèmes d’yeux, et Saint Corneille, patron des bêtes à cornes en Bretagne.
La chaire en bois foncé, du haut de laquelle prêchait le prêtre, fut posée en 1861. Elle est ornée des portraits des 4 évangélistes et surmontée de l’effigie de saint Jean-Baptiste, dernier prédicateur de l’Ancien Testament. Le dallage en pierres noires et blanches de Mullioz fut posé en 1953.
Le chœur, partie la plus sacrée de l’église, est surélevé de quelques marches. On l’a pourvu de stalles de bois en 1861 et de sculptures de sainte Anne et saint Joseph, œuvres du sculpteur nantais Amédée Ménard. Une belle crédence à plateau de marbre, de style Louis XV viendrait peut-être du château de la Haie Mahéas.
L’autel, simple table de marbre de Lunel reposant sur 3 piliers a remplacé en 1953 l’ancien autel en marbre polychrome encadré d’anges. Dans une niche azurée au centre du chœur se trouve saint Étienne patron de la paroisse, et qui a donné son nom à la ville. Les pierres à ses pieds témoignent de son martyre : il fut l’un des premiers diacres de l’église naissante et condamné à mort à cause de sa foi entre 31 et 36, par lapidation. Il est représenté ici non pas en agonie, mais debout en contemplation des « cieux ouverts et du fils de l’homme debout à la droite de Dieu » comme il est écrit dans les Actes des apôtres. La tradition dit qu’une de ses reliques fut rapportée en France depuis Jérusalem au VIe siècle par Epiphane, 14e évêque de Nantes. Au n°12 de la rue de la Paix, on peut encore voir un beau linteau de granite sculpté qui proviendrait de l’église médiévale disparue et représentant saint Pierre et ses clés accompagné de 2 anges.
Le gros œuvre extérieur de l’église a fait l’objet depuis 1936 de plusieurs campagnes de rénovation par la commune propriétaire du bâtiment. La dernière en date, celle de l’enduit extérieur a redonné à l’église la couleur claire et lumineuse que nous lui connaissons aujourd’hui.

## Localisation
L'église se trouve au centre même du bourg de Saint-Étienne-de-Montluc.

## Historique
Le monument est inscrit au titre des monuments historiques en 2007.